# 2025년 NC 다이노스 시즌
2025년 NC 다이노스 시즌은 NC 다이노스가 KBO 리그에 참가한 13번째 시즌이다. 감독은 이호준이다. 주장은 박민우.
외인선수로는 맷 데이비슨과 150만 달러에 재개약을 하고 라일리 톰프슨과 로건 앨런을 영입했다.

## 시즌 요약

### 3~4월
3월 22일 ~ 23일 광주기아챔피언스필드에서 KIA 타이거즈와의 경기에서 개막전을 치뤘다. 이 경기에서 1승 1패를 기록했다.
3~4월 10승 17패를 기록하면서 9위로 마감했다. 경기 외적으로 홈 개막 시리즈인 3월 29일 LG 트윈스와의 경기에서 경기장 구조물 추락 사고가 발생하면서 1명이 숨지고 2명이 다치는 사고가 발생했다. 이 후 홈 경기를 치루지 못하면서 체력 및 훈련 부족으로 경기력이 감퇴되는 모습을 보여줬다.
타격에서는 손아섭이 93타수 35안타 17타점 10득점 타율 0.376으로 뛰어난 모습을 보여줬고, 투수진에서는 라일리가 38 2/3이닝 4승 2패 47탈삼진 평균자책점 3.96을 기록했다. 